# Гойя, или Тяжкий путь познания
Гойя, или Тяжкий путь познания (нем. Goya oder der arge Weg der Erkenntnis) — исторический роман Лиона Фейхтвангера о жизни испанского художника XVIII века Франциско Гойи в период его жизни с 1793 по 1806 г.

## История создания
Является одним из поздних произведений автора. Работа над романом началась в Соединенных Штатах, куда Фейхтвангер бежал во времена правления Гитлера. В письме к Арнольду Цвейгу в начале 1943 г. Фейхтвангер писал, что завершит роман через полтора года. Однако, в итоге работа велась семь лет. Это больше, чем когда-либо Фейхтвангер тратил на роман.
Д. Прицкер в комментариях к произведению пишет:

Из двух задуманных им книг об испанском художнике Фейхтвангер написал только одну, охватывающую жизнь Гойи с 1793 по 1806 г. Хотя книга эта является самостоятельным произведением, автор не считал тему исчерпанной и незадолго до своей смерти вернулся к мысли о второй части романа, которую намеревался посвятить жизни Гойи во Франции, где он жил с 1814 по 1828 г. и где умер.

О предполагаемом втором романе намекает заключительная фраза произведения: «На этом заканчивается первый из двух романов о художнике Франсиско Гойе». Но написать вторую книгу автору не удалось — он умер.

## Сюжет
Роман делится на три основные части, которые состоят из подразделов. Каждая основная глава знакомит читателя с историческими и политическими событиями того времени. Сюжет романа разворачивается в Испании конца XVIII века, во времена правления короля Карлоса IV. Инквизиция всё ещё держит в страхе просвещённую испанскую интеллигенцию. В это время живёт придворный художник Франциско Гойя. Большая часть романа посвящена запутанной и тревожной связи художника с герцогиней Альба, которая принадлежит к одной из старейших благородных семей Испании. Помимо этого, Гойя оказывается втянутым в интриги при дворе и вовлекается против своей воли в политические игры власти.

## История издания
В 1951 г. книга была впервые напечатана в издательстве «Нойер ферлаг» во Франкфурте-на-Майне.
Первый русский перевод был опубликован издательством «Иностранная литература» в 1955 г.

## Экранизация
- Гойя, или Тяжкий путь познания (фильм)